# Codename: Kids Next Door
Codename: Kids Next Door, ook bekend als Kids Next Door of KND, is een Amerikaanse animatieserie, geregisseerd door Tom Warburton. De serie werd uitgezonden op Cartoon Network van 6 december 2002 tot en met 21 januari 2008. De serie werd oorspronkelijk bedacht voor een wedstrijd van Cartoon Network, waarbij kijkers mochten kiezen welke potentiële nieuwe serie ze graag uitgewerkt wilden zien.

## Opzet
De serie draait om de organisatie Kids Next Door (afgekort: KND), welke tot doel heeft de wereld te redden van de ondergang door volwassenen en tieners. De organisatie heeft leden wereldwijd, maar de meeste afleveringen focussen zich op een Amerikaanse tak van de organisatie genaamd Sector V.
In elke aflevering worden typische kinderproblemen behandeld, maar altijd in sterk overdreven vorm. Zo komen de leden van de KND oog in oog te staan met schurken die bepaalde dingen waar kinderen vaak een hekel aan hebben symboliseren, zoals Knightbrace (naar de tandarts gaan), Count Spankulot (lijfstraffen) en Mrs. Dirt (een bad nemen).
Leden van de organisatie blijven lid tot ze tieners worden. Daarna wordt hun geheugen gewist om het geheim van de KND veilig te stellen. Slechts een enkele keer wordt een uitzondering gemaakt, waardoor deze voormalige KND-leden dienst kunnen doen als spionnen.

## Productie
Mr. Warburton bedacht de personages van KND voor de pilotaflevering van een andere serie, Kenny and the Chimp. Hierin stonden ze bekend als "The Kids Who Lived Next Door". Dit werd later aangepast om het verhaal zich meer op deze groep te laten focussen.
In 2001 werd de pilotaflevering voor de serie gekozen tot meest veelbelovende nieuwe serie door de kijkers van Cartoon Network.

## Hoofdpersonages
De Hoofdpersonages zijn vijf 10-jarige kinderen:
- Nummer 1: Nigel Uno : Hij is de leider van sector V, hij komt altijd wel met goede plannetjes voor het team.
- Nummer 2: Hoagie P. Gilligan, Jr.: Hij is smoorverliefd op de zus van Abigail (Nr. 5) en doet er veel aan om haar liefde te winnen. Dat lukte bijna toen hij veranderde in een tiener. Hij is heel technisch en bouwt graag dingen.
- Nummer 3: Kuki Sanban: Ze is altijd vrolijk en dol op regenboogaapjes.
- Nummer 4: Wallabee Beatles: Hij doet zichzelf stoer voor, maar eigenlijk is hij dat niet. Hij geeft het nooit toe, maar is ook dol op regenboogaapjes. Hij heeft een oogje op Kuki, maar laat het vooral niet aan anderen merken.
- Nummer 5: Abigail Lincoln: een stoere meid. Ze durft veel aan, ze helpt Nr. 1 (Nigel) graag met dingen en is eigenlijk ook even slim als Nigel. Ze komt net als hij ook vaak met briljante ideeën.

## Stemmen
|                       | Engelstalige versie | Nederlandstalige versie |
| --------------------- | ------------------- | ----------------------- |
| Nummer 1              | Ben Diskin          | Fred Butter             |
| Nummer 2              | Ben Diskin          | Dieter Jansen           |
| Nummer 3              | Lauren Tom          | Lizemijn Libgott        |
| Nummer 4              | Dee Bradley Baker   | Sander van der Poel     |
| Nummer 5              | Cree Summer         | Hetty Heyting           |
| Nummer 13             | Billy West          | ?                       |
| Nummer 60             | Matt Levin          | ?                       |
| Nummer 274            | Jason Harris        | Fred Meijer             |
| Nummer 362            | Rachael MacFarlane  | Marjolein Algera        |
| Nummer 20.000         | Charlie Schlatter   | ?                       |
| Nummer 74.239         | Dave Wittenberg     | ?                       |
| Mushi Sanban          | Tara Strong         | ?                       |
| Graaf Billenkoek      | Daran Norris        | ?                       |
| Lizzie Devine         | Grey DeLisle        | ?                       |
| Professor XXXL        | Frank Welker        | ?                       |
| Heinrich von Marzipan | Dee Bradley Baker   | Ewout Eggink            |

## Overige personages
- Nummer 6: is eigenlijk een baby-stinkdier, maar toch lid van de Kids Next Door.
- Nummer 13: dit klungelige KND-lid brengt overal en iedereen ongeluk, zonder het zelf te willen.
- Nummer 86: ze heeft een hoge positie bij de Kids Next Door waarbij ze een "beetje "heel veel dus" een groot ego heeft.
- Nummer 274: het moedigste lid van de Kids Next Door.
- Nummer 362: is de opperste leider van Kids Next Door.
- Nummer 20.000
- Nummer 74.239
- Nummer 642.876: heeft speciale lange vingers en een goede ninja-techniek, maar soms valt ze uit haar rol door het skaten.

## Vijanden
Hieronder staan enkele vijanden van de Kids Next Door.
- De snobjes van verderop
- Vader
- Pleeboy
- IJscomannen
- Boss
- Plakbaard
- IJzervreter
- Graaf Billenkoek
- De beugelaar
- De gekke kattendame
- Tieners Cree en Chad
- Koning Sandy

## Afleveringen
| Seizoen 1: 2002-2003 1. No P in the OOL/Diseasy does it/Operation C.A.K.E.D. 2. Operation I.-S.C.R.E.A.M/Operation C.A.N.N.O.N. 3. Operation N.O.-P.O.W.U.H/Operation T.E.E.T.H. 4. Operation T.U.R.N.I.P/Operation M.I.N.I.-G.O.L.F. 5. Operation P.I.R.A.T.E/Operation C.O.W.G.I.R.L. 6. Operation O.F.F.I.C.E/Operation A.R.C.T.I.C. 7. Operation L.I.C.E/Operation L.I.Z.Z.I.E. 8. Operation T.H.E.-F.L.Y/Operation P.O.I.N.T. 9. Operation C.A.B.L.E.-T.V/Operation C.A.M.P. 10. Operation T.O.M.M.Y/Operation C.H.A.D. 11. Operation P.I.A.N.O/Operation Z.O.O. 12. Operation Q.U.I.E.T/Operation R.A.I.N.B.O.W.S 13. Operation G.R.O.W.-U.P. | Seizoen 2: 2003-2004 1. Operation P.O.P/Operation C.A.T.S. 2. Operation S.P.A.N.K/Operation D.A.T.E. 3. Operation S.U.P.P.O.R.T/Operation T.A.P.I.O.C.A. 4. Operation M.O.V.I.E/Operation F.A.S.T-F.O.O.D. 5. Operation O.O.M.P.P.A.H/Operation S.H.A.V.E. 6. Operation F.L.A.V.O.R/Operation K.I.S.S. 7. Operation G.H.O.S.T/Operation F.U.G.I.T.I.V.E 8. Operation T.H.E.-S.H.O.G.U.N/Operation C.O.L.L.E.G.E. 9. Operation R.E.P.O.R.T/Operation B.R.I.E.F. 10. Operation C.A.K.E.D.-T.W.O/Operation S.P.A.C.E. 11. Operation B.E.A.C.H/Operation U.N.D.E.R.C.O.V.E.R. 12. Operation D.O.G.F.I.G.H.T/Operation T.R.I.P. 13. Operation E.N.D.                | Seizoen 3: 2004 1. Operation F.U.T.U.R.E. 2. Operation A.F.L.O.A.T/Operation L.E.A.D.E.R. 3. Operation U.T.O.P.I.A/Operation R.O.B.B.E.R.S. 4. Operation F.O.U.N.T.A.I.N. 5. Operation B.U.T.T/Operation T.R.A.I.N.I.N.G. 6. Operation A.R.C.H.I.V.E/Operation S.L.U.M.B.E.R. 7. Operation P.I.N.K.E.Y.E/Operation K.A.S.T.L.E. 8. Operation C.A.K.E.D.-T.H.R.E.E/Operation L.O.C.K.D.O.W.N. 9. Operation G.R.A.D.U.A.T.E.S. 10. Operation H.U.G.S/Operation J.E.W.E.L.S. 11. Operation T.R.I.C.K.Y/Operation U.N.C.O.O.L. 12. Operation P.R.E.S.I.D.E.N.T/Operation H.O.S.P.I.T.A.L. 13. Operation S.P.R.O.U.T/Operation H.O.U.N.D. |
| Seizoen 4: 2004-2005 1. Operation R.A.B.B.I.T/Operation F.L.U.S.H. 2. Operation F.O.O.D.F.I.T.E/Operation C.L.U.E.S. 3. Operation N.U.G.G.E.T/Operation M.A.C.A.R.R.O.N.I. 4. Operation P.O.O.L. 5. Operation C.A.K.E.D.-F.O.U.R. 6. Operation S.I.T.T.E.R/Operation S.A.T.U.R.N. 7. Operation C.H.O.C.O.L.A.T.E/Operation M.A.T.A.D.O.R. 8. Operation L.U.N.C.H/Operation M.U.N.C.H.I.E.S. 9. Operation K.N.O.T/Operation C.L.O.S.E.T. 10. Operation S.N.O.W.I.N.G. 11. Operation M.A.U.R.I.C.E. 12. Operation L.O.V.E/Operation C.O.U.C.H. 13. Operation D.O.D.G.E.B.A.L.L/Operation F.E.R.A.L.                                                   | Seizoen 5: 2005-2006 1. Operation E.L.E.C.T.I.O.N.S. 2. Operation D.U.C.K.Y/Operation D.I.A.P.E.R. 3. Operation B.U.L.L.I.E.S/Operation F.I.S.H.Y. 4. Operation B.R.E.A.K.U.P/Operation S.A.F.A.R.I. 5. Operation N.A.U.G.H.T.Y. 6. Operation V.I.R.U.S/Operation O.U.T.B.R.E.A.K. 7. Operation C.A.N.Y.O.N/Operation H.O.L.I.D.A.Y. 8. Operation C.A.K.E.D.-F.I.V.E. 9. Operation R.E.C.R.U.I.T/Operation D.A.D.D.Y. 10. Operation C.L.O.W.N/Operation S.P.A.N.K.E.N.S.T.I.N.E. 11. Operation H.O.T.S.T.U.F.F/Operation M.I.S.S.I.O.N. 12. Operation E.N.G.L.A.N.D/Operation A.W.A.R.D.S. 13. Operation L.I.C.O.R.I.C.E/Operation H.O.M.E. 14. Operation I.T. | Seizoen 6: 2006-2007 1. Operation S.A.F.T.E.Y. 2. Operation R.E.C.E.S.S/Operation H.A.M.S.T.E.R. 3. Operation W.H.I.T.E.-H.O.U.S.E. 4. Operation S.P.I.N.A.C.H/Operation M.E.S.S.A.G.E. 5. Operation B.R.I.D.G.E/Operation S.I.X. 6. Operation T.R.I.C.Y.C.L.E. 7. Operation C.R.I.M.E/Operation P.A.R.T.Y. 8. Operation D.O.G.H.O.U.S.E/Operation P.L.A.N.E.T. 9. Operation G.I.R.L.F.R.I.E.N.D. 10. Operation S.C.I.E.N.C.E/Operation A.M.I.S.H. 11. Operation C.A.R.A.M.E.L/Operation M.O.O.N. 12. Operation T.R.E.A.T.Y. 13. Operation I.N.T.E.R.V.I.E.W.S.                                                                      |

In 2007 kwam er nog een tv-film uit genaamd: Operation Z.E.R.O.. Hierin is grandfather de vijand.